# Tsjechisch basketbalteam (mannen)
Het Tsjechisch nationaal basketbalteam is een team van basketballers dat Tsjechië vertegenwoordigt in internationale wedstrijden. De Česká Basketbalová Federace (Tsjechische basketbalbond) is verantwoordelijk voor het Tsjechisch basketbalteam. 
Het Tsjechisch nationaal basketbalteam heeft tweemaal deelgenomen aan het Europees kampioenschap, de Eurobasket. In 1999 werd het team elfde en in 2007 werd Tsjechië vijftiende en daarmee een-na-laatste.

## Tsjechië tijdens internationale toernooien

### Eurobasket
- Eurobasket 1999: 11e
- Eurobasket 2007: 15e